# 羅滕堡 (琉森州)
罗滕堡（德語：Rothenburg，發音：[ˈroːtn̩bʊrɡ] ⓘ）是瑞士琉森州的市镇，面积15.5平方千米，2017年12月31日人口为7,571人。